# Kamila Shamsie
Kamila Shamsie, född 13 augusti 1973, är en pakistansk-brittisk författare. 
Hon debuterade 1998 med In the City by the Sea och har sedan dess publicerat ett flertal romaner, varav Burnt Shadows (Brända skuggor) från 2009 har översatts till svenska. Shamsie är även verksam som krönikör och kritiker i The Guardian.
Hon är dotter till Muneeza Shamsie.